# IC 4358
IC 4358 — компактная вытянутая спиральная галактика типа Sbc в созвездии Дева. Поверхностная яркость — 13,0 mag/arcmin². Этот объект входит в число перечисленных в оригинальной редакции «Нового общего каталога».